# Hugo Eckener
Hugo Eckener (Flensburgo, 10 agosto 1868 – Friedrichshafen, 14 agosto 1954) è stato un dirigibilista e imprenditore tedesco.
Famoso capitano di dirigibili, fu il successore di Ferdinand Graf von Zeppelin alla guida della Zeppelin e della DELAG.

## Biografia
Figlio del fabbricante di sigari Johann Christoph Eckener (1824-1880), studiò filosofia; dopo il dottorato iniziò a lavorare come giornalista e collaboratore del “Flensburger Nachrichten”. Successivamente sposò Johanna Maass(1871-1956), figlia del proprietario della tipografia del giornale, L.P.H. Maass.
Sul finire dell'800 si trasferì a Friedrichshafen, diventando successivamente corrispondente per la Frankfurter Zeitung nel 1905.
Scrivendo articoli sui primi voli dei dirigibili LZ1 (1900) e LZ2 (1906), entrò in contatto con Ferdinand Graf von Zeppelin, con cui diede vita ad una proficua collaborazione.
Lasciato il giornalismo, Hugo Eckener fu il cofondatore della DELAG, la prima compagnia aerea.
In ambito militare si occupò dell'addestramento della maggior parte dei dirigibilisti tedeschi, prima e durante la prima guerra mondiale. L'addestramento avveniva presso l'aviosuperficie di Nordholz, nel distretto di Cuxhaven in Bassa Sassonia.
Nel 1917, alla morte del conte Ferdinand von Zeppelin, prese il suo posto alla Luftschiffbau Zeppelin GmbH e alla DELAG.
Grazie alle sue abilità come capitano e ai suoi trascorsi nel giornalismo, negli anni venti riuscì a rilanciare le due aziende, facendo diventare lo Zeppelin un simbolo della tecnologia tedesca.
Il rilancio iniziò con la trasvolata atlantica del dirigibile LZ 126, destinato agli USA nell'ambito delle riparazioni di guerra. Il 12 ottobre 1924, sotto il suo comando, l'LZ 126 (ribattezzato successivamente negli USA ZR.3 "USS Los Angeles") partì per Lakehurst, New Jersey.
La trasvolata, della durata di 81 ore e 2 minuti, avveniva cinque anni dopo quella del dirigibile britannico R34, ma riscosse comunque un notevole interesse.
Fu proprio grazie alle fotografie ed alle conferenza tenute sulla trasvolata che Hugo Eckener riuscì a ottenere i fondi necessari al completamento dell'LZ 127 Graf Zeppelin, destinato a riprendere i servizi commerciali della DELAG, varato il 18 settembre 1928.
Con questa aeronave Eckener portò a compimento, nel 1929, la sua impresa più famosa, la circumnavigazione del globo, durata complessivamente dal 1º agosto al 4 settembre 1929 (durata considerando come punto di partenza e arrivo Friedrichshafen).
Questa impresa riscosse un notevole eco nella stampa ed il settimanale Time dedicò ad Eckener la copertina del 16 settembre 1929.
A questa impresa seguì una spedizione nell'Artide nel 1931; successivamente l'LZ 127 Graf Zeppelin instaurò collegamenti regolari tra Germania e Brasile.
Parallelamente agli aspetti commerciali, Eckener ebbe come priorità la sicurezza. Con Eckener alla guida della DELAG, nessuno dei 12.000 passeggeri trasportati lungo 1,35 milioni di miglia dal LZ 127 “Graf Zeppelin” incorse in alcun incidente.
La popolarità degli Zeppelin si legò così a doppio filo con la popolarità dello stesso Eckener.
Nei primi anni trenta Eckener era diventato una delle figure più rappresentative e famose della Germania, tanto importante da venire proposto, nel 1932, per correre alla carica di presidente. Eckener declinò l'offerta in quanto Paul von Hindenburg si era candidato per la rielezione.
Con il consolidamento al potere del partito nazista iniziò per Eckener un lento declino.
Hugo Eckener rappresentava una figura di primo piano in Germania e non mascherava la sua profonda antipatia verso il regime. Nel 1935 i nazisti, preferendo avere un maggior controllo delle operazioni relative agli Zeppelin, nazionalizzarono la DELAG, che diventò Deutsche Zeppelin-Reederei GmbH (DZR). Come direttore generale fu scelto Ernst A. Lehmann, già capitano sul LZ 127 “Graf Zeppelin”, mentre il ruolo di Eckener divenne sempre più marginale.
Sotto le nuove insegne della DZR venne varato, il 4 marzo 1936, l'LZ 129 Hindenburg. Tra le 35 vittime del disastro del 6 maggio 1937 è da annoverare lo stesso Ernst A. Lehmann, deceduto il giorno successivo in seguito alle ferite.
Dopo la distruzione dell'Hindenburg i dirigibili persero definitivamente il favore del ministro dell'aviazione Göring. Gli Zeppelin tedeschi vennero definitivamente smantellati nell'agosto del 1940 per recuperarne l'alluminio, fondamentale agli scopi bellici.
All'epoca la figura di Eckener era già scivolata completamente nell'ombra.
Per la sua attività Hugo Eckener ricevette alte onorificenze, lauree ad honorem e numerose cittadinanze onorarie. Morì nel 1954 all'età di 86 anni.